# Dieuze
Dieuze (deutsch Duß) ist eine französische Kleinstadt mit 2792 Einwohnern (Stand 1. Januar 2022) im Département Moselle in der Region Grand Est (bis 2015 Lothringen). Sie gehört zum Arrondissement Sarrebourg-Château-Salins.

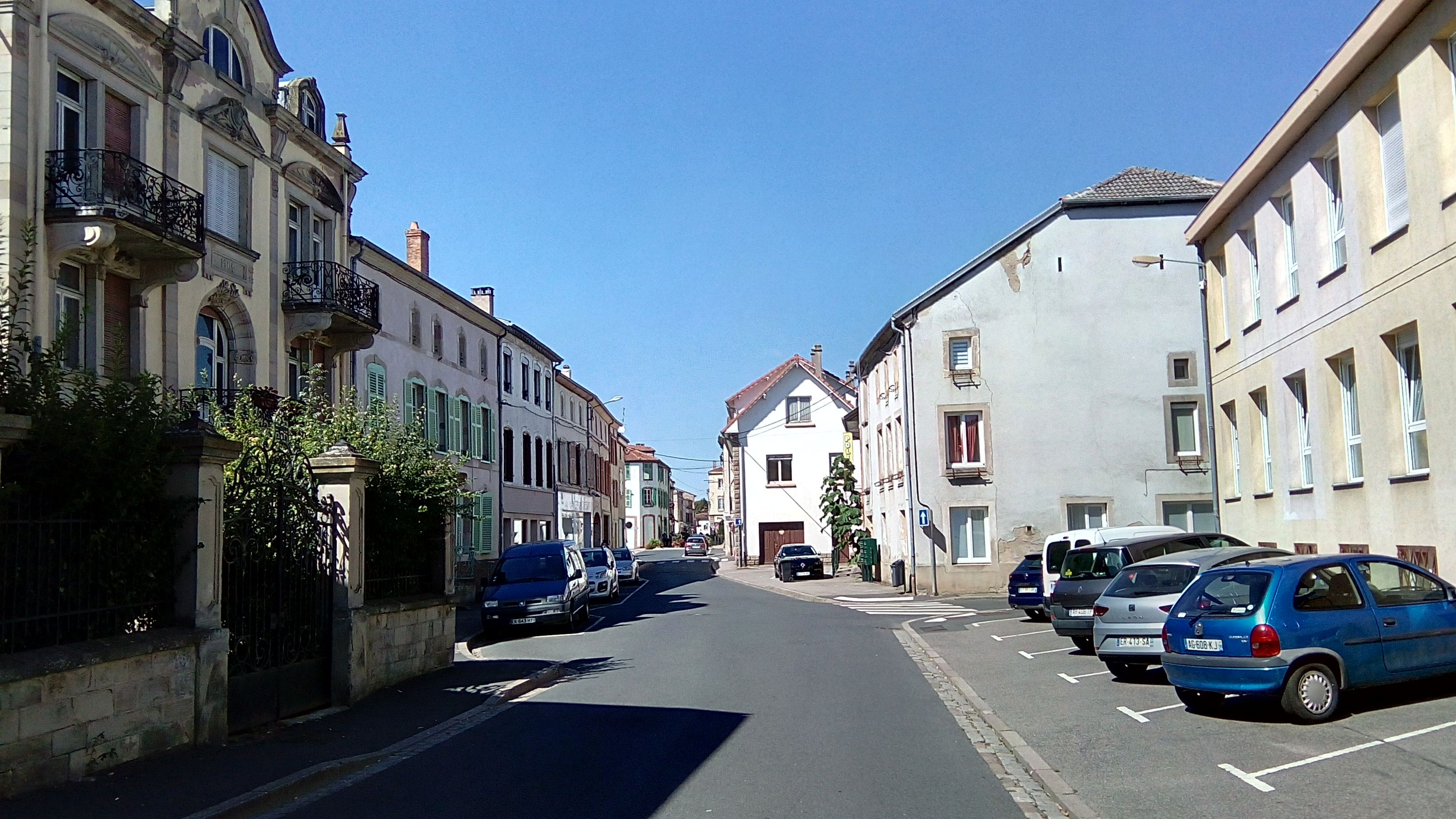
Hauptstraße (Aufnahme 2019)

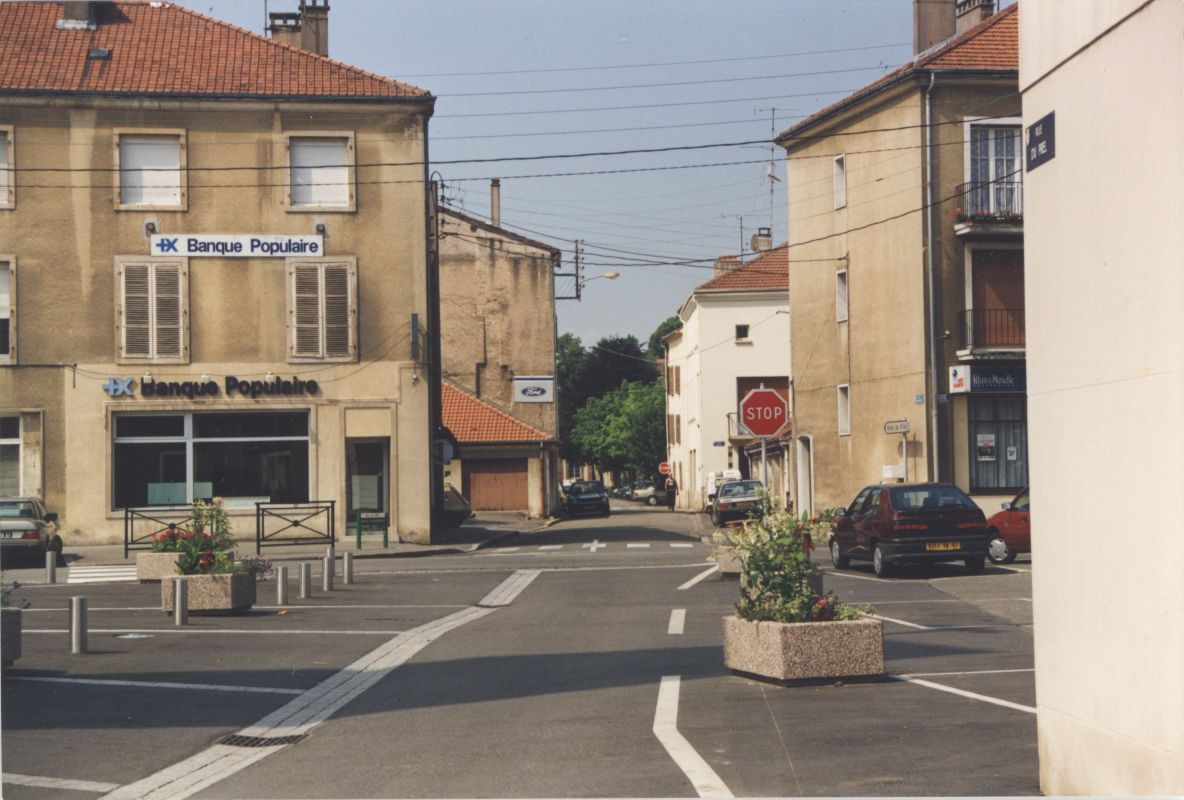
Rue du Prel (Aufnahme 1996)

## Geographie
Die Stadt liegt in Lothringen im Saulnois (Salzgau) an der Seille, 79 Kilometer nordwestlich von Straßburg, 52 Kilometer südöstlich von Metz, 16 Kilometer östlich von Château-Salins und 41 Kilometer nordöstlich von Nancy, zwischen den Nachbargemeinden Val-de-Bride im Nordwesten, Guébestroff  (Gebesdorf) im Norden, Lindre-Haute (Ober-Linder) im Osten und Lindre-Basse (Nieder-Linder) im Südosten. Südwestlich von Lindre-Basse liegt der 620 Hektar große Linderweiher (Étang de Lindre), bei dem der östliche Abschnitt des Regionalen Naturparks Lothringen (Parc naturel régional de Lorraine) beginnt.

## Geschichte

### Mittelalter
Der Ort wurde erstmals 633 urkundlich genannt. Dieuze wurde als Doso Vico auf merowingischen Münzen erwähnt. Im Mittelalter war die Ortsbezeichnung Decia in Gebrauch. Im Jahr 1066 wurde es urkundlich als Duosacurtis bezeichnet, 1120 tauchte es als Dosia im Kopialbuch der Stiftskirche St-François-des-Cordeliers in Nancy auf, 1270 als Doza im Kopialbuch des Klosters Vergaville. In einer Urkunde von 1335 heißt es Dieusce, in einer Urkunde von 1353 Duse. 1525 wurde es unter anderem Dieuse genannt, 1558 Thus und 1589 Dusa. Über Dieuze führte auch eine Salzstraße, die in Deutschland als Duser Straße bekannt war.
Dieuze kam als Teil Lotharingiens bei der Aufteilung des Fränkischen Reichs 880 durch den Vertrag von Ribemont an das Ostfränkische Reich bzw. das Heilige Römische Reich Deutscher Nation.

### Frühe Neuzeit

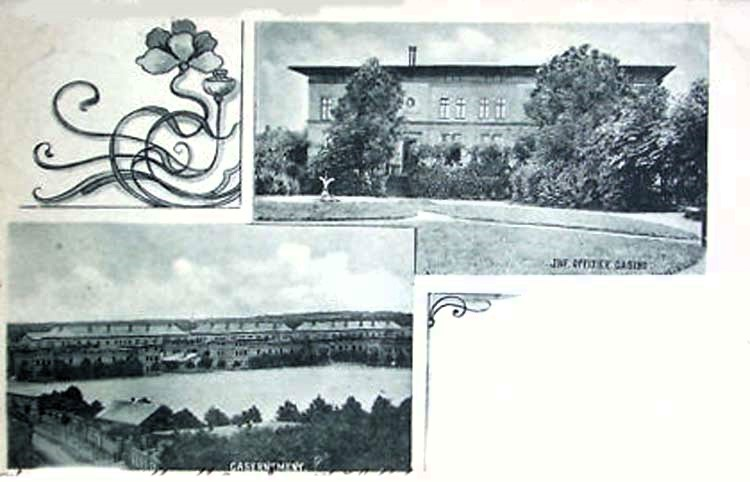
Kaserne in Dieuze (Duß), ehemals im Bezirk Lothringen, 1887 vom Infanterie-Regiment Nr. 136 bezogen.

Im Frühjahr 1525 war Duziacum oppidum (Dieuze) eines der (kleineren) Zentren des Deutschen Bauernkrieges.
Dieuze war bis 1698 der Sitz einer habsburgischen Kastellanei mit 28 Ortschaften, danach bis 1751 Sitz einer Vogtei des Herzogtums Lothringen mit 42 Ortschaften. Das Herzogtum Lothringen wurde 1738 im Frieden von Wien, der den Polnischen Thronfolgekrieg beendete, dem polnischen König Stanislaus I. Leszczyński zugesprochen, der 1751 die Verwaltungsbezirke neu strukturierte. Das Herzogtum Lothringen fiel nach Stanislaus Tod im Jahr 1766 an Frankreich.
Dieuze war bis etwa 1700 deutschsprachig; danach drang das Französische vor, wozu der französische Festungsbau und die Zuwanderung von  Picarden beitrugen.

### Neuzeit

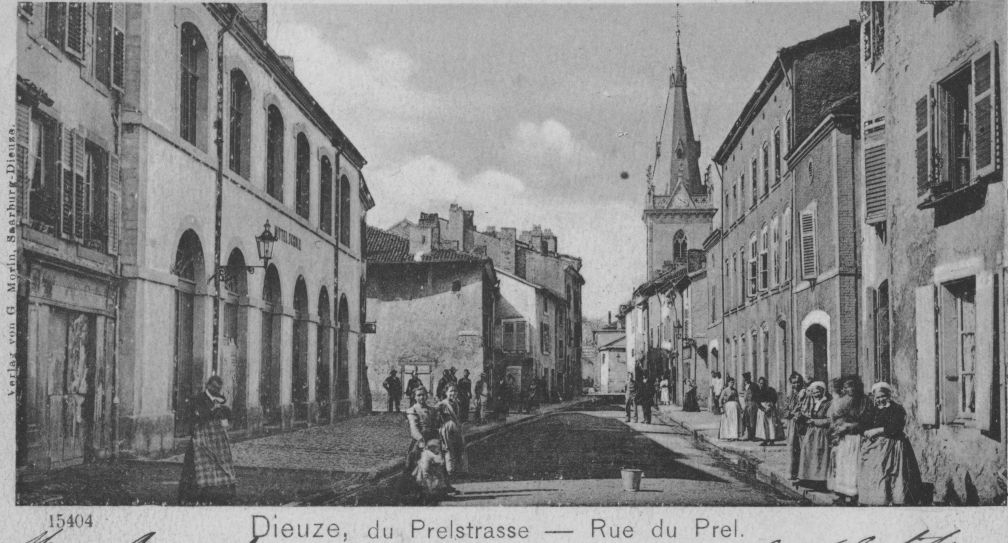
Die Rue du Prel (Prelstraße) auf einer Postkarte von 1902

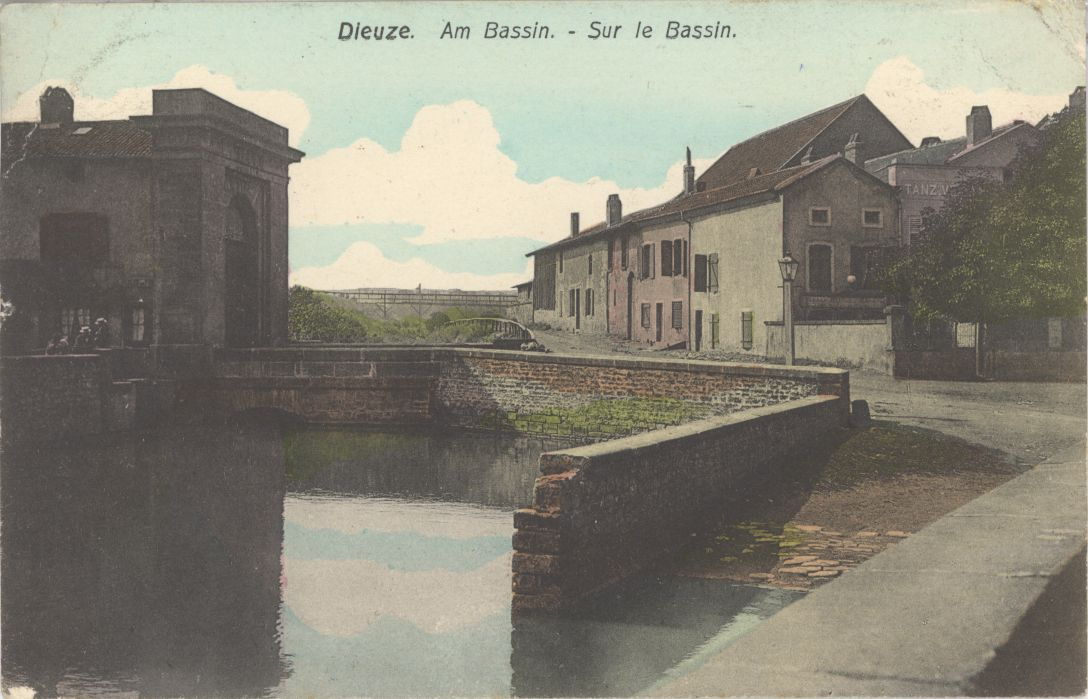
Bildpostkarte aus dem Jahr 1909

Ab 1790 war Dieuze Hauptort eines Distrikts im Département Meurthe. 1793 erhielt die Ortschaft im Zuge der Französischen Revolution den Status einer Gemeinde und 1801 das Recht auf kommunale Selbstverwaltung.
Nach dem Deutsch-Französischen Krieg kam der Ort durch den Frieden von Frankfurt 1871 zum neu geschaffenen Reichsland Elsaß-Lothringen des Deutschen Reiches. In den folgenden Jahren war Dieuze Standort einer deutschen Garnison mit einem Infanterie- und einem Kavallerieregiment: Von 1887 bis 1906 war hier das Infanterie-Regiment Nr. 136 stationiert, ab 1906 bis zum Ausbruch des Ersten Weltkriegs dann das Infanterie-Regiment Nr. 138. Ab 1890 war im Ort zudem das bayerische Chevaulegers-Regiment Nr. 3 stationiert. Zeitweise hatte der Ort mehr Soldaten als Einwohner.
Gegen Ende des 19. Jahrhunderts wurde Dieuze an die Bahnstrecke Nouvel-Avricourt–Bénestroff angeschlossen, die bis 1966 in Betrieb war.
Dieuze gehörte als überwiegend französischsprachige Ortschaft im Ersten Weltkrieg zu den 247 letzten Gemeinden, deren Name am 2. September 1915 eingedeutscht wurde. Der Ortsname wurde amtlich zu Duß geändert, was bis 1918 Bestand hatte. Am 19. August 1914 begann die Schlacht von Dieuze, in der die französischen Truppen die deutschen Streitkräfte aus Dieuze vertreiben wollten, allerdings ohne Erfolg.
Nach dem Ende des Ersten Weltkriegs fiel Dieuze durch den Versailler Vertrag wieder an Frankreich. Der Ort erhielt 1922 den Orden Croix de guerre 1914–1918, und nach dem Zweiten Weltkrieg das Croix de guerre 1939–1945. Bis 2015 war Dieuze namensgebender Hauptort des in diesem Jahr aufgelösten Kantons Dieuze.

### Demographie
| Jahr | Einwohner | Anmerkungen |
| ---- | --------- | --- |
| 1793 | 3097      | [ 19 ] |
| 1831 | 4044      | [ 19 ] |
| 1861 | 3203      | [ 20 ] |
| 1866 | 3104      | [ 21 ] |
| 1871 | 2786      | in 488 Gebäuden, darunter 69 Evangelische, sieben Mennoniten und 174 Juden, nach anderen Angaben am 1. Dezember 2784 Einwohner                  |
| 1872 | 2784      | [ 23 ] |
| 1885 | 2767      | davon 2430 Katholiken, 175 Evangelische und 152 Juden                                                                                           |
| 1890 | 5786      | mit dem Militär (2747 Mann), in 501 Häusern mit 899 Haushaltungen, davon 3778 Katholiken, 1826 Protestanten, 16 sonstige Christen und 166 Juden |
| 1905 | 5893      | [ 20 ] |
| 1910 | 5852      | [ 20 ] [ 1 ] |

| Jahr                       | 1962 | 1968 | 1975 | 1982 | 1990 | 1999 | 2011 | 2019 |
| Einwohner                  | 3563 | 4075 | 4141 | 3893 | 3566 | 3612 | 3614 | 2800 |
| Quellen: Cassini und INSEE |      |      |      |      |      |      |      |      |

Durch den Anschluss an die Eisenbahn konnte das Salz der Saline besser abtransportiert und verkauft werden. Zwischen 1886 und 1891 nahm dementsprechend die Einwohnerzahl sprunghaft zu und erreichte 1896 ihren Höchstwert (6278). Zwischen 1906 und 1911 verließen viele Bewohner die Gemeinde, am wenigsten Einwohner hatte sie 1926 nach dem Ersten Weltkrieg. Das Wachstum der Ortschaft in den 1930er Jahren wurde durch den Zweiten Weltkrieg zunichtegemacht. Seitdem ist die Bevölkerungszahl wieder gestiegen, auch durch die Eröffnung einer Ausbildungsstätte des französischen Militärs Centre de formation initiale des militaires du rang des Transmissions – 18e RT (Fernmeldebataillon).

## Politik
Dieuze gehört zum Kommunalverband Communauté de communes du Saulnois. Es unterhält eine Städtepartnerschaft mit Amay in Belgien.
Das Wappen der Gemeinde ist rot und zeigt drei silberne gebogene Bänder. Silber wird in der Farbgebung der Heraldik weiß dargestellt. Schon 1616 gab es eine ähnliche Darstellung des Gemeindewappens, allerdings befand sich ein Lothringer Kreuz im oberen Teil. Im Armorial général de la France (1738–1786) schrieb Louis-Pierre d’Hozier, dass das Gemeindewappen einen schwarzen Querbalken zeigt, über dem ein Lothringer Kreuz zwischen zwei silbernen „C“ thront. Es wird angenommen, dass die Buchstaben und silbernen Bänder für die Collégiale de chanoines de la Madeleine (Stiftskirche der Kanoniker von Verdun) standen, der die Ortschaft gehörte, bevor sie in den Besitz des Herzogtums Lothringen überging.

## Kultur und Sehenswürdigkeiten
Am Étang de Lindre wird eine Storchpflegestation betrieben, weshalb es in der Gegend um Dieuze sehr viele Störche gibt, die sich aufgrund der guten Umstände sogar abgewöhnt haben, zu wandern.
Dieuze ist mit drei Blumen im Conseil national des villes et villages fleuris (Nationalrat der beblümten Städte und Dörfer) vertreten. Die „Blumen“ werden im Zuge eines regionalen Wettbewerbs verliehen, wobei maximal drei Blumen erreicht werden können.

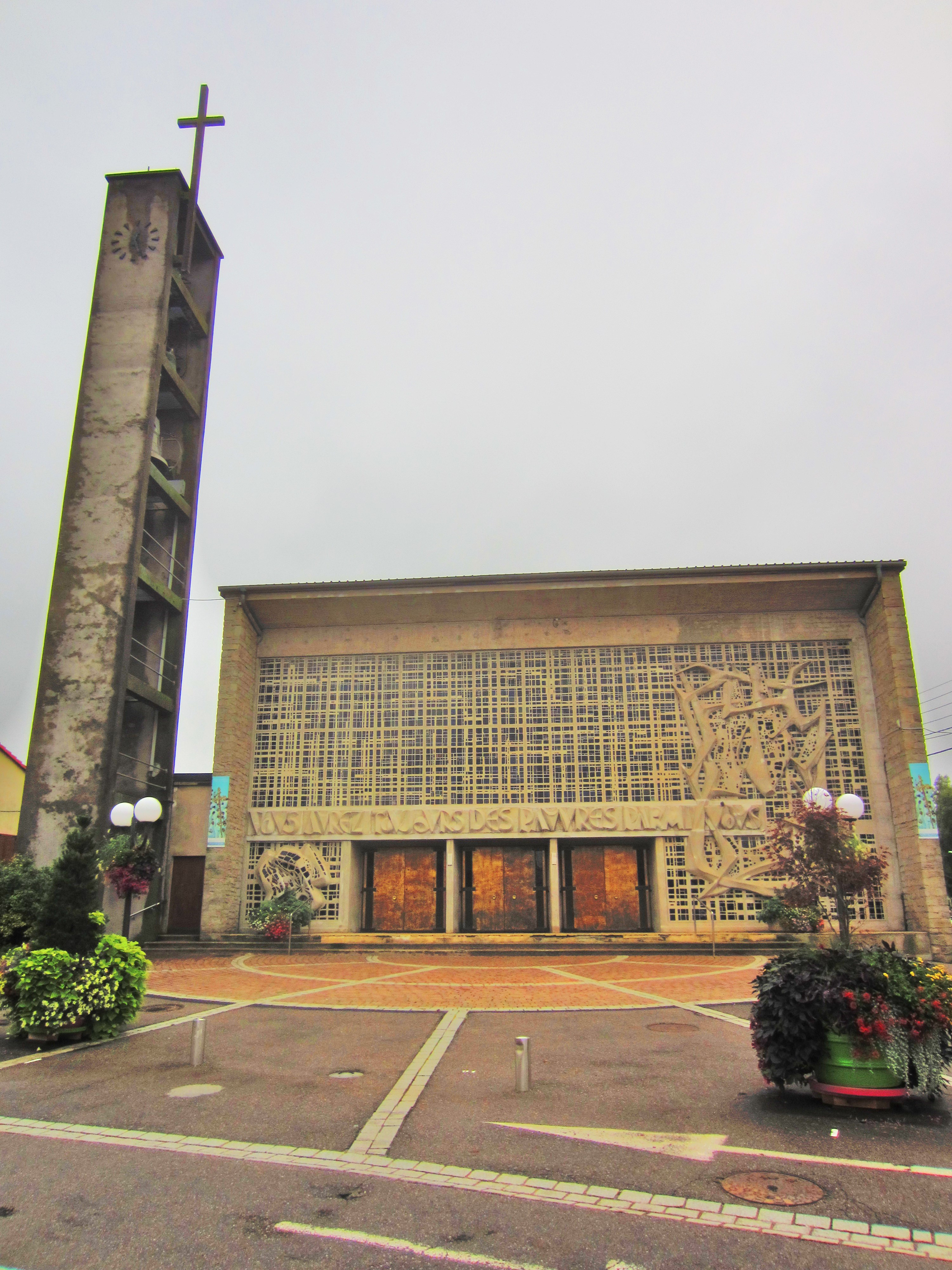
Kirche St. Marie-Madeleine
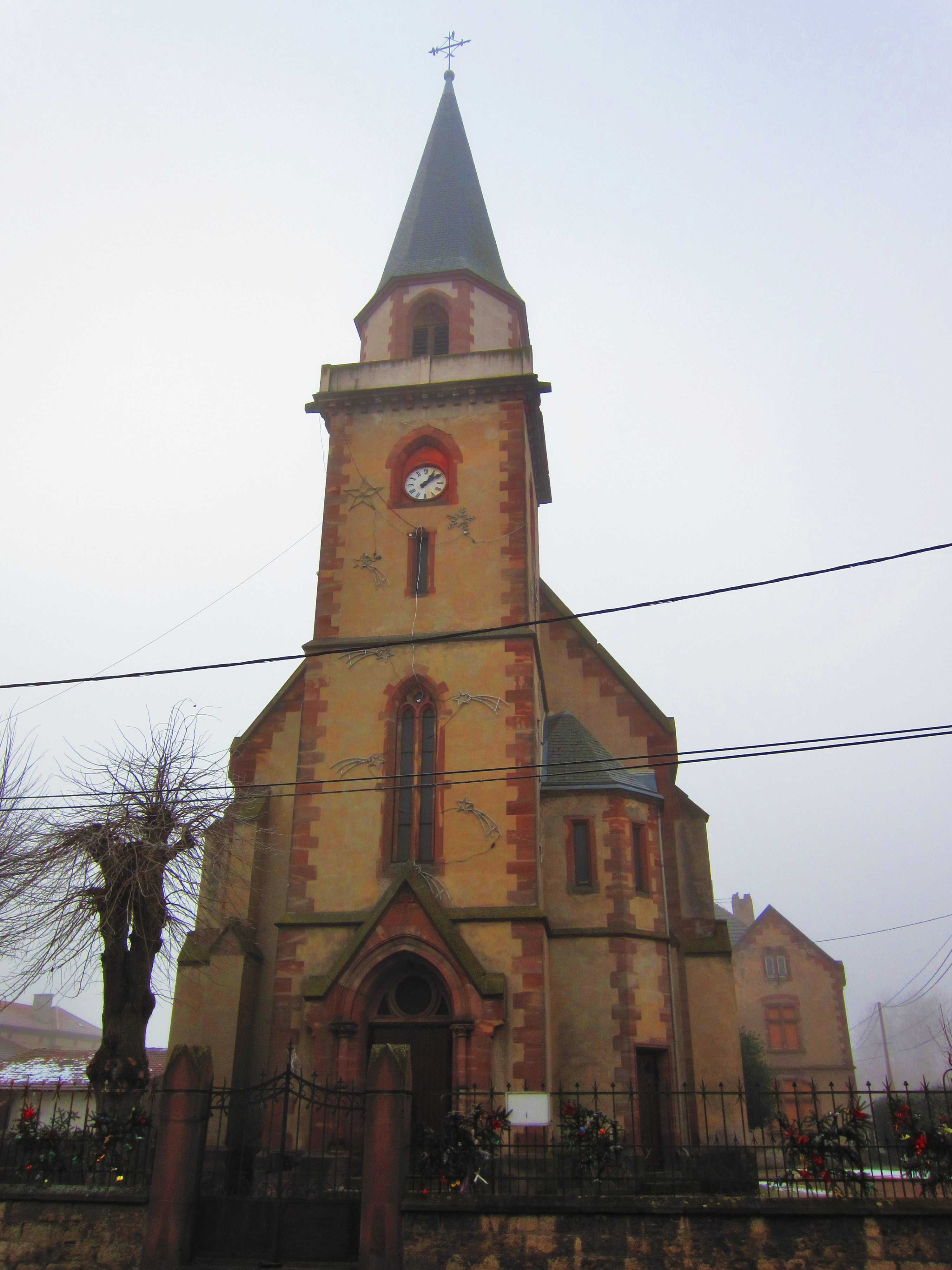
Protestantische Kirche
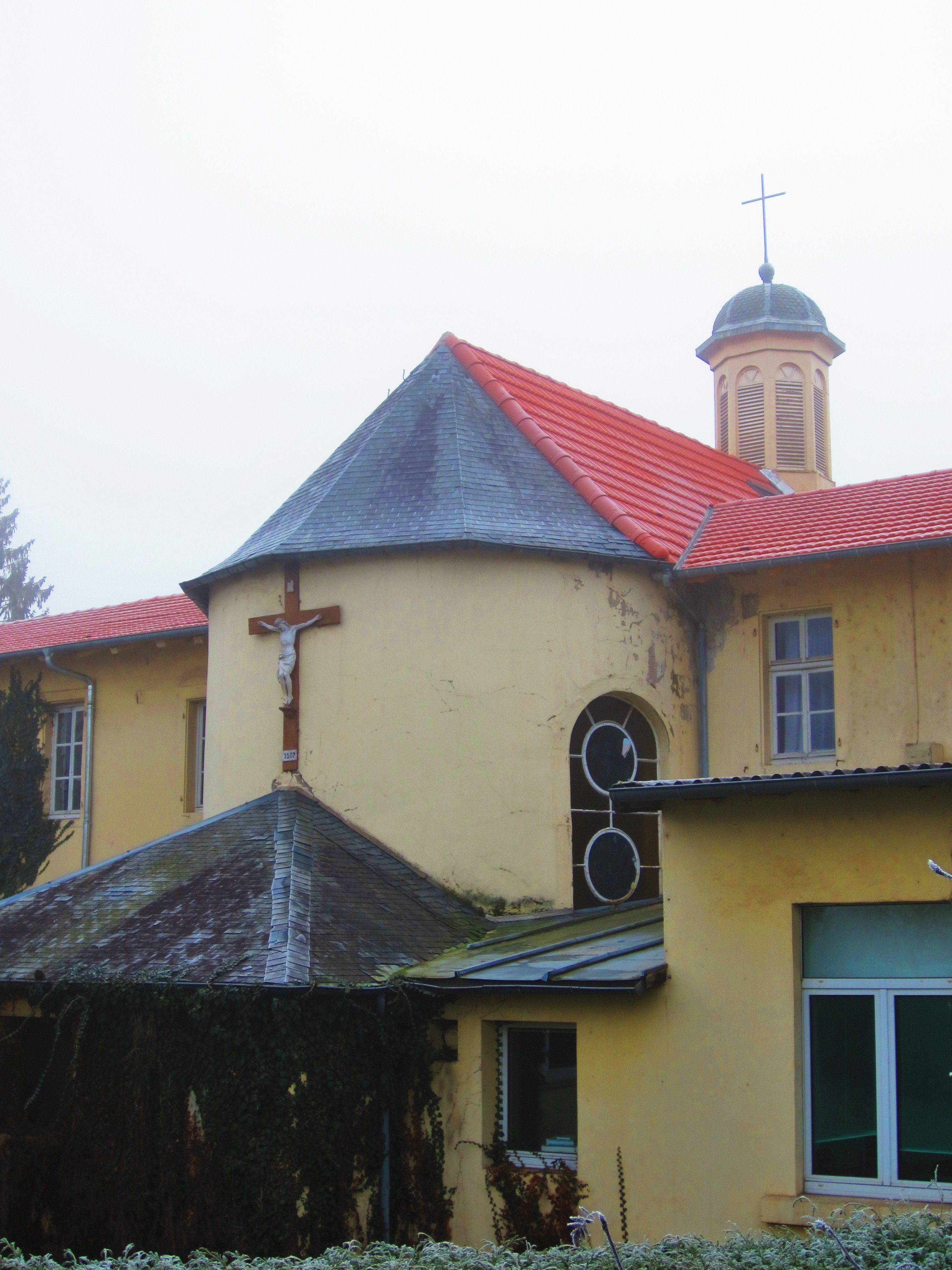
Kapelle St. Joseph
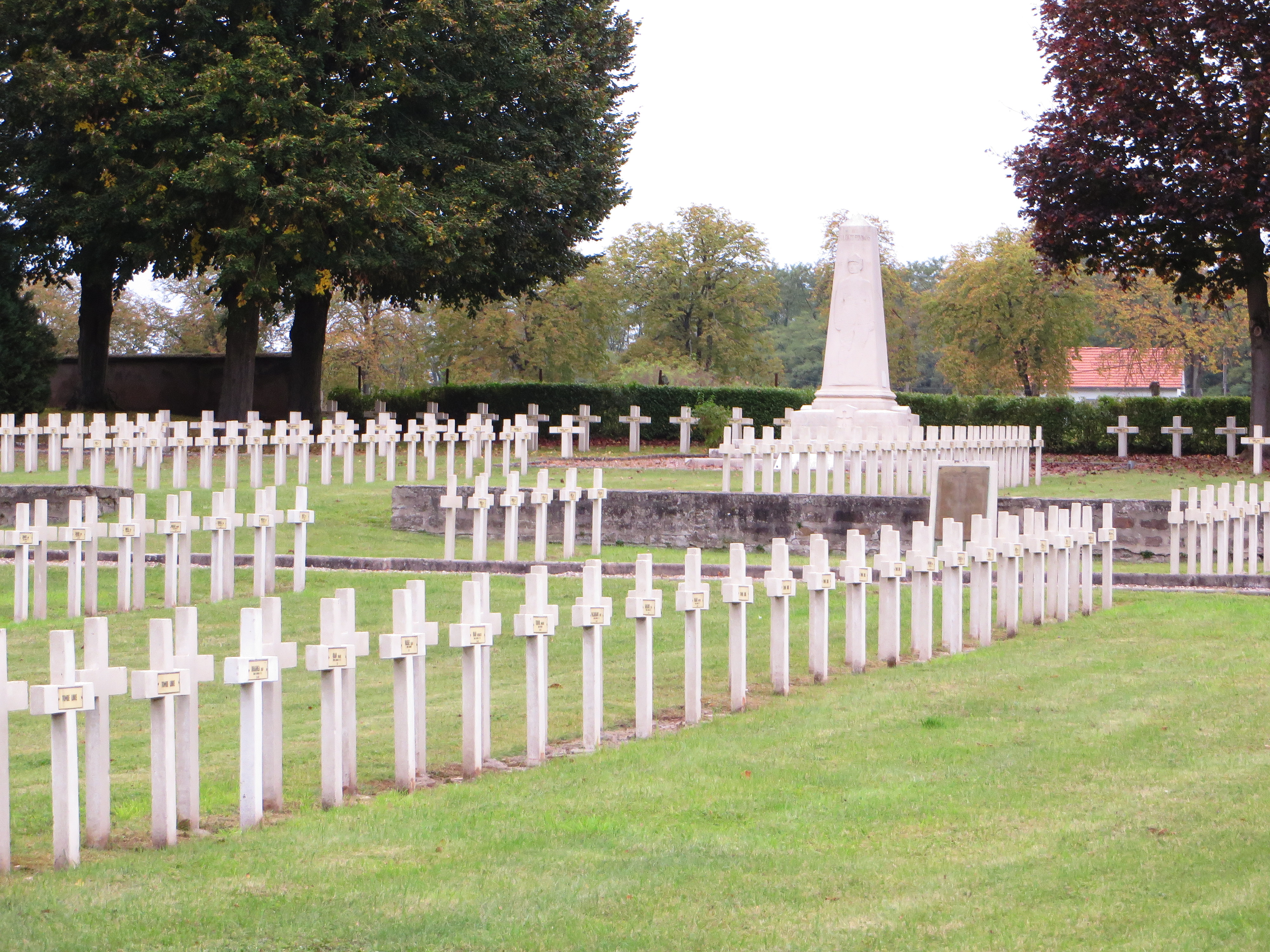
Rumänischer Soldatenfriedhof

### Saline

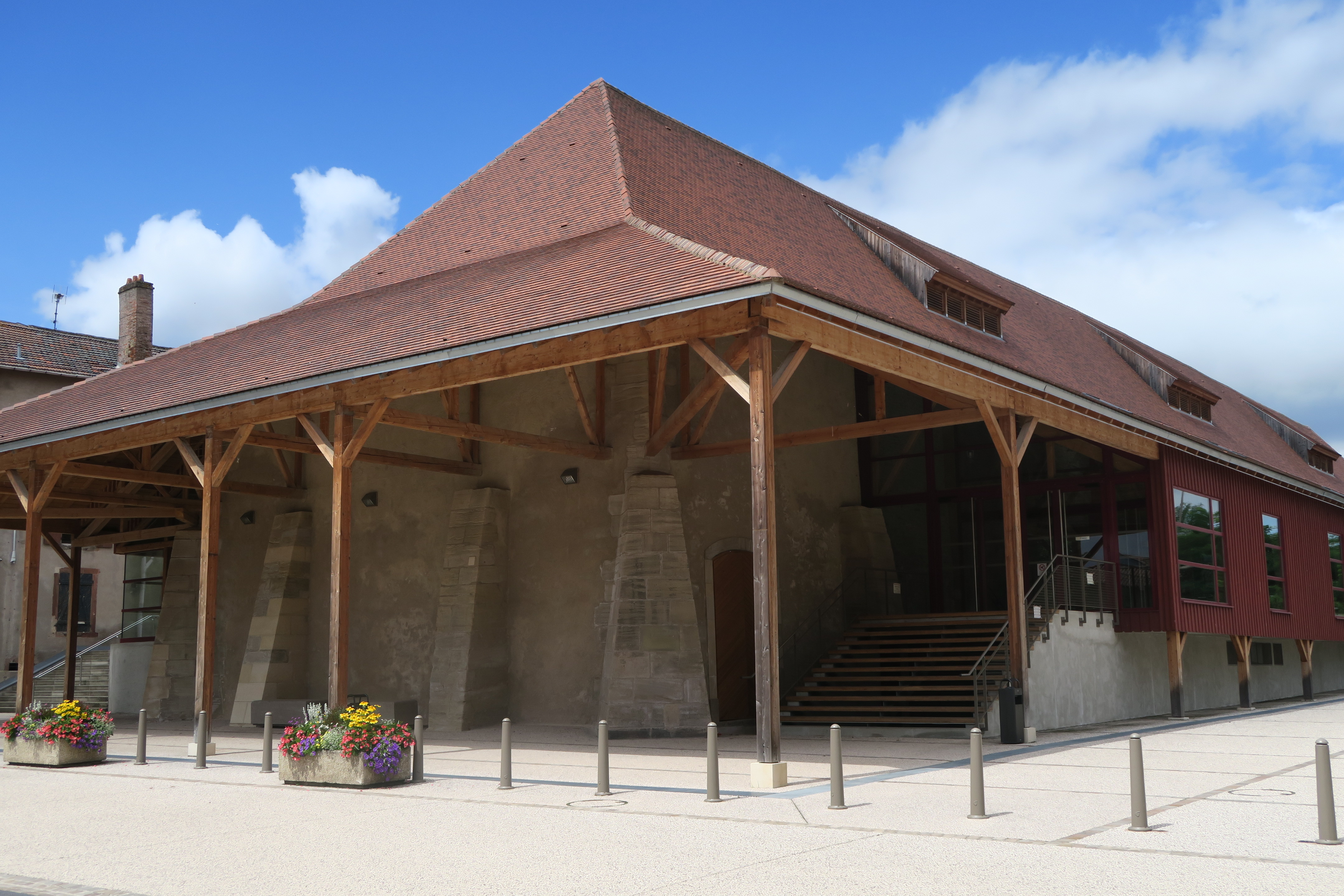
Ehemalige Auslieferung der Saline, heute Kulturzentrum

Die alte Saline von Dieuze ist seit dem 11. Jahrhundert bekannt. Sie wurde im Mittelalter durch einen Brunnen mit Salzwasser (Sole) gespeist. Im 16. Jahrhundert wurde der Brunnen mit Schutzmauern umgeben und nach 1765 wurde die Anlage vergrößert. Die Saline wurde in eine kleine Stadt verwandelt, mit einer Kapelle, einem seigneurialen Backofen (four banal), einer seigneurialen Kelter und Kasernengebäuden. Im Ancien Régime hatte der Seigneur das Recht, einen Backofen, eine Kelter, und eine Mühle gegen Entgelt der Allgemeinheit zur Verfügung zu stellen. 1780 wurden das Tor und die Hauptgebäude errichtet. Mit der Französischen Revolution wurde die Saline Nationalgut (domaine national). Ab 1803 wurde eine chemische Industrie aufgebaut, die Potasche, Natriumsilikat und Kalkchlorid herstellte. 1826 wurde die Steinsalzmine eröffnet. 1840 stellte die Saline die folgenden Produkte her, in Klammern die Menge in Tonnen:  Fossiles Salz (16.000), Raffiniertes Salz (28.000),  Salzsäure (3.000), Soda/Natriumcarbonat (6.500), Natriumsulfat (3.600), Kalkchlorid (800), Natronsalz (1.800), Sodakristalle (500), Schwefelsäure (3.700), Salpetersäure (200) und Zinnsalz/Zinn(II)-chlorid (40). 1842 verkaufte der Staat die Saline an die Compagnie des Salines et Mines de Sel de l’Est (Gesellschaft der Salinen und Salzbergwerke des Ostens). Zu Beginn des 20. Jahrhunderts wurde die Produktion auf Düngemittel umgestellt. 1921 wurde die Saline von dem Etablissements Kuhlmann übernommen. Die Firma Kuhlmann war ein Chemie-Unternehmen aus Lille, sie gehört heute zu SECEMAEU (Société d’électrochimie, d’électrométallurgie et des aciéries électriques d’Ugine). 1806 und 1866 versuchte man, Dieuze und die Saline durch den Canal des Salines de l’Est mit der Saar zu verbinden, das Projekt scheiterte an den Kosten. Während der deutschen Besatzung gehörte die Saline zur Kali Chemie AG, danach wieder zur Firma Kuhlmann. 1966 wurde ein Teil der Produktion eingestellt, 1973 schließlich der Rest.
Die erhaltenen Teile der Saline aus dem 18. und 19. Jahrhundert wurden 1997 in das Zusatzverzeichnis der Monuments historiques (historische Denkmale) eingetragen. Die ehemalige Lager- und  Auslieferungsgebäude (Délivrance) wurde renoviert und 2014 in ein Kulturzentrum der Stadt umgewandelt. 

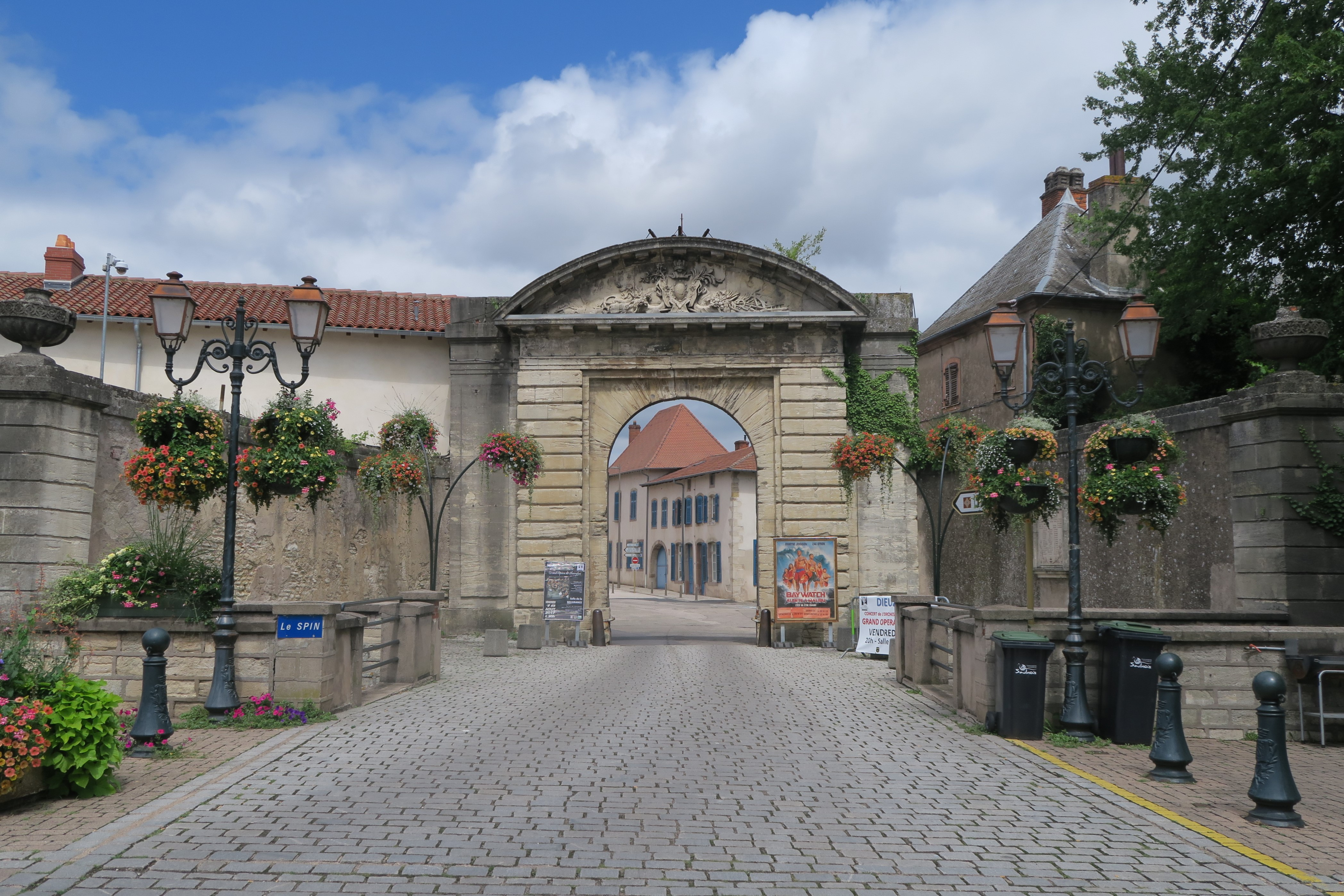
Eingang zur ehemaligen Saline

## Persönlichkeiten

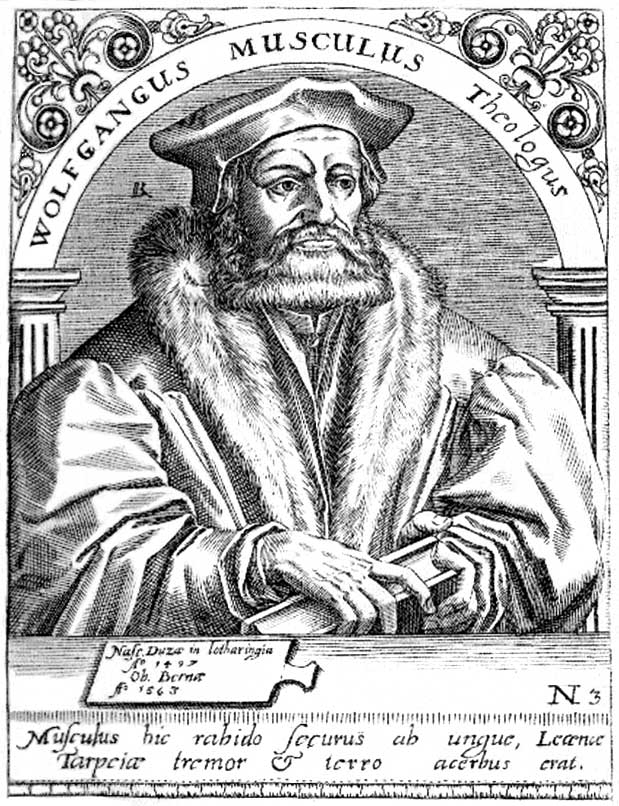
Kupferstich des Wolfgang Musculus von Theodor de Bry (16. Jahrhundert)

- Wolfgang Musculus (1497–1563) eigentlich Wolfgang Müslin, war ein Theologe.
- Louis Gabriel de Gomer (1718–1798) war ein Mitglied der Konstituante von 1789. Der Mortier à la Gomer („Gomermörser“) ist nach ihm benannt.[34]
- Jean Pierre Clause (1757–1827) war ein Koch, der um 1780 die Foie gras de Strasbourg (Straßburger Stopfleber) erfand.[35]
- Karl Ludwig von Ficquelmont (1777–1857) war ein Ministerpräsident des Kaisertums Österreich.
- Charles Hermite (1822–1901) war ein Mathematiker und Mitglied der Académie des sciences.
- Edmond About (1828–1885) war ein Schriftsteller und ab 1884 Mitglied der Académie française (Sessel 11).
- Gustave Charpentier (1860–1956) war ein Komponist und Mitglied der Académie des Beaux-Arts (Akademie der schönen Künste).
- Émile Friant (1863–1932) war ein Maler und ebenfalls Mitglied der Académie des Beaux-Arts.
- Hanns Otto Münsterer (1900–1974) war ein deutscher Mediziner, Schriftsteller und Volkskundler, wuchs in Bayern auf.
- Dietrich Müller-Hillebrand (1902–1964) war ein deutscher Elektrotechniker und Hochschullehrer in Schweden
- Burkhart Müller-Hillebrand (1904–1987) war ein deutscher Generalleutnant des Heeres
- Helmut Thaler (* 1904) war ein deutscher Lebensmittelchemiker und Hochschullehrer
- Hilde Roth (1916–1970) war eine deutsche Schriftstellerin.

## Ältere Literatur
- Eugen H. Th. Huhn: Deutsch-Lothringen. Landes-, Volks- und Ortskunde, Stuttgart 1875, S. 506–508 (books.google.de).
- Georg Lang: Der Regierungs-Bezirk Lothringen. Statistisch-topographisches Handbuch, Verwaltungs-Schematismus und Adressbuch, Metz 1874, S. 179 (books.google.de).
- Franz Xaver Kraus: Kunst und Alterthum in Elsass-Lothringen. Beschreibende Statistik. Band III, Friedrich Bull, Straßburg 1886, S. 97–100 (books.google.de).
- Karl Wichmann: Ausgrabungen in Tarquinpol. In: Jahr-Buch der Gesellschaft für lothringische Geschichte und Altertumskunde. Dritter  Jahrgang, G. Scriba, Metz 1891  S. 412–417  (books.google.de).
- Karl Wichmann: Decempagi-Tarquinpol. Vortrag gehalten am 3. Dezember 1892 in Dieuze. In:  Jahr-Buch der Gesellschaft für lothringische Geschichte und Altertumskunde. Vierter Jahrgang (Zweite Hälfte), G. Scriba, Metz 1892,  S. 116–166 (books.google.de).